# Talpa de Allende (kommun)
Talpa de Allende är en kommun i Mexiko.   Den ligger i delstaten Jalisco, i den sydvästra delen av landet, 600 km väster om huvudstaden Mexico City.
Följande samhällen finns i Talpa de Allende:
- Talpa de Allende
- Concepción del Bramador
- Los Zapotes
- El Bramador